# Pradosia lactescens
Pradosia lactescens, popularmente conhecido como buranhém, guranhém, guaranhém, guraém, embiraém, emiraém, ivuranhê, pau-de-remo e pau-doce, é uma árvore da família das sapotáceas.

## Descrição
Possui bagas carnosas comestíveis. Sua madeira é usada em carpintaria e marcenaria, possuindo casca adstringente e que fornece substância corante.

## Etimologia
"Buranhém" é oriundo do tupi antigo ybyrae'ẽ, que significa "pau doce" (ybyrá, pau + e'ẽ, doce).